# Ron Springett
Ronald Deryk George "Ron" Springett (* 22. červenec 1935, Fulham – 12. září 2015) byl anglický fotbalový brankář.
S anglickou reprezentací vyhrál mistrovství světa roku 1966, byť na závěrečném turnaji do bojů nezasáhl. Chytal však na mistrovství světa v Chile roku 1962. Celkem za národní tým odehrál 33 utkání.
V anglické nejvyšší soutěži dosáhl nejlepšího výsledku v sezóně 1960/61, kdy se Sheffieldem Wednesday obsadil druhou příčku. Krom Sheffieldu ji hrál též za Queens Park Rangers.